# Виттфогель, Карл Август
Карл Август Виттфогель (нем. Karl August Wittfogel; 6 сентября 1896, Вольтерсдорф, Германия, — 25 мая 1988, Нью-Йорк, США) — германо-американский социолог и синолог.

## Биография
Родился в семье сельского учителя. С 1915 года изучал философию, историю, социологию, географию в Лейпцигском университете, затем в Мюнхене, Берлине, Ростоке, с 1919 года снова в Берлине. С 1921 года изучал синологию в Лейпциге. В 1928 году получил докторскую степень во Франкфуртском университете и начал работать в Институте социальных исследований во Франкфурте.
В 1918 году вступил в Независимую социал-демократическую партии Германии. В 1920—1930-х годах увлекался марксизмом и с 1920 года был активным членом Коммунистической партии Германии.
В годы учёбы начал писать статьи, пьесы, стихи. Его пьесы — «Красные солдаты» (1921), «Человек с идеей» (1922), «Мать» (1922), «Беглец» (1922, переведена на русский язык Лилей Брик), «Кто самый глупый?» (1923) — оценивались как пролетарские и революционные.
Выступал с научными докладами во время поездок в СССР в 1928, 1931 и 1932 годах. Его наиболее фундаментальный труд этого периода — «Производительные силы. Процесс производства и обращения» (1931), первый том из задуманного им двухтомника «Экономика и общество Китая», изданный в Лейпциге (план второго тома не был осуществлён). Азиатский строй («государство крестьян и чиновников») рассматривался как классово-эксплуататорская общественная система, отличная от античного рабовладения и от феодализма.
После прихода в Германии к власти нацистов как участник коммунистического движения был арестован и в течение нескольких месяцев находился в тюрьмах и концлагерях. В 1934 году благодаря хлопотам его жены Ольги Иоффе-Ланг с помощью Фридриха Хильшера, Карла Хаусхофера и Ричарда Тоуни ему удалось освободиться и эмигрировать в США, где он принял американское гражданство и отошёл от политической деятельности, сосредоточившись на научной работе, посвященной истории Китая. Преподавал историю Китая в Колумбийском и Вашингтонском университетах. Важную роль в развитии его научных взглядов сыграло пребывание в 1935—1937 годах в Китае. В конце 1930-х годов стал институционалистом.
Под влиянием известий о сталинских репрессиях и советско-германского пакта порывает в 1939 году с коммунистами и переходит на антикоммунистические позиции. В 1951 году во время маккартистского расследования в США против американских синологов выступил как активный свидетель обвинения.
Главным его научным достижением стала монография «Восточный деспотизм. Сравнительное изучение тотальной власти» (1957), ставшая международным научным бестселлером и уже в 1960-е годы вышедшая в США, Японии, ФРГ, Франции, Испании и Италии.

### Личная жизнь
В 1921 году женился на Розе Шлезингер.
Вторая жена (с 1933 года) — Ольга Иоффе-Ланг (1897, Екатеринослав — 1992), советская журналистка, позже социолог, путешествовала в Китай вместе с Виттфогелем, помогала ему в исследовательской работе, опубликовала монографию о китайской семье и биографию Ба Цзиня. Племянница физика А. Ф. Иоффе.
Третья жена (с 1940 года) — антрополог Эстер Шифф Голдфранк.

## Вклад в науку

### Концепция об азиатском способе производства
Опираясь на понятие азиатского способа производства, введенное Марксом, Виттфогель в книге «Восточный деспотизм. Сравнительное изучение тотальной власти» проанализировал исторические восточные деспотии и указал на общую для последних особенность — большое значение ирригации для ведения сельского хозяйства. Виттфогель назвал такие общественные системы «ирригационными империями». Все такие системы, согласно Виттфогелю, имеют общие характерные черты:
- отсутствие частной собственности на землю;
- абсолютная власть государственной бюрократии, управляемой из центра;
- отмена рыночной конкуренции и частной собственности;
- отсутствие социальных классов;
- абсолютная власть правителя, возглавляющего бюрократическую систему.

Переходя к современности, Виттфогель высказывает мнение о сходстве «ирригационных империй» прошлого с политических системами в СССР и нацистской Германии. Несмотря на то, что СССР в несколько раз отставал от развитых капиталистических стран по уровню орошения, Виттфогель приходит к выводу, что в СССР был построен не социализм, а современный вариант восточной деспотии, основанной на азиатском способе производства. Логика приводимого Виттфогелем материала подталкивает к выводу, что тотальное огосударствление применялось для решения задач, требующих мобилизации всех сил общества, а не только для ирригации сельского хозяйством, это лишь частный случай.
Подобным образом он оценивал и китайскую революцию.

### Деспотизм
По Виттфогелю государство опирается на бюрократический аппарат и подавляет любые проявления частнособственнических тенденций. Богатство господствующего класса в обществе определяется не владением активами, а местом в иерархической системе государства, форму и тип стратификации которого определяют природные условия и внешние влияния.
Виттфогель отмечает три характерных черты восточного деспотизма: тотальный террор формирует тотальное подчинение, которое формирует тотальное одиночество. Тотальное подчинение распространяется на всех, послушание является добродетелью, развивается принцип «Бойся делать один». Когда государство становится сильнее общества, то для граждан остается только тотальное одиночество: личность вынуждена не высовываться, постоянно ориентироваться на коллектив, вплоть до заучивания официозных текстов, а подлинная жизнь сужается до семейного круга.

### На немецком
- Vom Urkommunismus bis zur proletarischen Revolution, Eine Skizze der Entwicklung der bürgerlichen Gesellschaft, 1. Teil: Urkommunismus und Feudalismus, Verlag Junge Garde, Berlin C 2, 1922, 79 p.
- Die Wissenschaft der bürgerlichen Gesellschaft. Eine marxistische Untersuchung, Malik, Berlin, 1922
- Geschichte der bürgerlichen Gesellschaft. Von ihren Anfängen bis zur Schwelle der großen Revolution, Malik, Wien, 1924
- Das erwachende China, Ein Abriß der Geschichte und der gegenwärtigen Probleme Chinas, AGIS Verlag, Wien, 1926
- Shanghai- Kanton, Vereinigung Internationale Verlags-Anstalten, Berlin, 1927
- Wirtschaft und Gesellschaft Chinas, Versuch der wissenschaftlichen Analyse einer großen asiatischen Agrargesellschaft, Hirschfeld, Leipzig, 1931, XXIV, 767 P. (=Schriften des Instituts für Sozialforschung der Universität Frankfurt am Main, No. 3)
- Die natürlichen Ursachen der Wirtschaftsgeschichte, in: Archiv für Sozialwissenschaft und Sozialpolitik, 67, 1932, pp. 466–492, 597—609, 711—731.
- Die Theorie der orientalischen Gesellschaft, in: Zeitschrift für Sozialforschung, Vol. 7, No. 1/2, Alcan, Paris, 1938

### На русском
- Витфогель К. А. От первобытного коммунизма до пролетарской революции / пер. Я. Пакуля ; под ред. и с предисл. К. Грасиса. — Х. : Путь просвещения, 1923. — (Библиотека обществоведения).
- Виттфогель К. А. Пробуждающийся Китай / пер. с нем. Д. Страшунского. — Л. : Прибой, 1926. — 182 с.
- Виттфогель К. А. Проблемы экономической истории Китая (в порядке обсуждения) // Вестник Коммунистической академии. — 1927. — № 20.
- Наука в буржуазном обществе. — Петроград: Прибой, 1924.
- Геополитика, географический материализм и марксизм // Под знаменем марксизма. 1929. № 2-3. С. 16−42; № 6. С. 1−29; № 7-8. С. 1−28.

#### Художественная литература
- Красные солдаты. Беглец. перев. А. Н. Горлина и Л. Я. Круковской, Пг., ГИЗ, 1923.
- Человек с идеей, Эротическое представление в 4 д., перев. Л. Улагая-Красовского, под ред. А. Н. Белецкого, ГИЗ Украины, Харьков, 1925.
- Кто самый глупый? Вопрос, обращенный к судьбе. Пролог в 4 д., перев. под ред. А. Пиотровского, Л., изд. «Прибой», 1924.
- Необычайные приключения двенадцатилетнего борца за свободу Антонио Маскаро, изд. Молодая гвардия. М., 1926.
- Интересные приключения двенадцатилетнего героя Антонио Маскаро во время крестьянского восстания на Майорке, Л., изд. «Прибой», 1926.

### На английском
- The Foundations and Stages of Chinese Economic History, Zeitschrift für Sozialforschung, Alcan, Paris, 4, 1935, p. 26-60.
- New Light on Chinese Society; An Investigation of China’s Socio-Economic Structure, Institute of Pacific Relations, New York, 1938
- The Society of Prehistoric China, Alcan, Paris, 1939
- Meteorological Records from the Divination Inscriptions of Shang, American Geographical Society (1940)
- Public Office in the Liao Dynasty and the Chinese Examination System …, Harvard-Yenching Institute (1947)
- With Feng Chia-sheng et al., History of Chinese Society, Liao, 907—1125, American Philosophical Society, Transactions. Distributed by the Macmillan Co., New York, 1949. Google Book Архивная копия от 4 июля 2014 на Wayback Machine
- Russia and Asia : Problems of Contemporary Area Studies and International Relations, 1950
- Asia’s Freedom…and the Land Question 1950
- The influence of Leninism-Stalinism on China, 1951?
- The Review of Politics : The Historical Position of Communist China: Doctrine and Reality, University of Notre Dame Press (1954)
- Mao Tse-tung, Liberator or Destroyer of the Chinese Peasants?, Free Trade Union Committee, American Federation of Labor, New York, 1955
- The Hydraulic Civilizations Chicago, 1956
- Oriental Despotism; a Comparative Study of Total Power Yale University Press, 1957
- Class Structure and Total Power in Oriental Despotism, 1960
- Results and Problems of the Study of Oriental Despotism 1969
- Chinese Society : An Historical Survey, 1957
- The New Men, Hong Kong, 1958?
- Food and Society in China and India, New York, 1959
- Peking’s "Independence (1959)
- The Marxist View of Russian Society and Revolution, 1960
- Viewer’s Guide to From Marx to Mao, University of Washington (1960)
- The Legend of Maoism, 1960?
- Class Structure and Total Power in Oriental Despotism, 1960
- A Stronger Oriental Despotism 1960
- The Russian and Chinese Revolutions : A Socio-Historical Comparison 1961
- The Marxist View of China China Quarterly, 1962
- Agrarian Problems and the Moscow-Peking Axis, 1962
- A Short History of Chinese Communism, University of Washington, 1964
- The Chinese Red Guards and the "Lin Piao Line, American-Asian Educational Exchange, Inc. (1967)
- Results and Problems of the Study of Oriental Despotism 1969
- Agriculture: a Key to the Understanding of Chinese Society, Past and Present, Australian National University Press, 1970
- Communist and Non-Communist Agrarian Systems, with Special Reference to the U.S.S.R. and Communist China, a Comparative Approach Univ. of Washington Press, Seattle, 1971
- The Hydraulic Approach to Pre-spanish Mesoamerica, Austin, 1972
- Some Remarks on Mao’s Handling of Concepts and Problems of Dialectics, University of Washington. Far Eastern and Russian Institute, not dated

### Пьесы
- Julius Haidvogel (= K. A. Wittfogel), Der Krüppel (The Cripple). in: Der Gegner, Vol. 2, Nr. 4, Malik, Berlin, 1920, p. 94ff..
- Rote Soldaten. Politische Tragödie in fünf Akten (Red Soldiers), Malik, Berlin, 1921
- Der Mann der eine Idee hat. Erotisches Schauspiel in vier Akten (The Man Who Has an Idea), Malik, Berlin, 1922, and 1933
- Die Mutter — Der Flüchtling. Zwei Einakter (The Mother & The Refugee, 2 one-act plays, Malik, Berlin, 1922
- Wer ist der Dümmste? Eine Frage an das Schicksal in einem Vorspiel und vier Akten. (Who is the Biggest Fool?), Malik, Berlin, 1923
- Gustav von Wangenheim, Da liegt der Hund begraben und andere Stücke, Aus dem Repertoire der Truppe 31, Rowohlt, Reinbek b. Hamburg, 1974
- Der Wolkenkratzer. Amerikanischer Sketch (The Skyscraper), Malik, 1924.